# Ali al-Essawi
Ali al-Essawi (* 1966 in Bengasi, alternative Transkription Ali Al Issawi) ist ein libyscher Politiker und ehemaliger Diplomat.
An der Wirtschaftsakademie Bukarest erlangte Issawi einen Ph.D. im Bereich Privatisierung. 2005 wurde er Direktor des Privatisierungs-Fonds Ownership expansion program sowie im folgenden Jahr Direktor des von ihm gegründeten Centre for Export Development.
Später war al-Essawi als libyscher Minister für Wirtschaft, Handel und Investitionen unter Muammar al-Gaddafi tätig. Nach dieser Tätigkeit war er vier Monate libyscher Botschafter in Indien. Von seinem dortigen Botschafterposten trat er am 21. Februar 2011 aus Protest gegen die staatliche Gewalt gegen die Demonstranten im Zuge des beginnenden Bürgerkriegs in Libyen zurück.
In dem vom nationalen Übergangsrat am 5. März 2011 gegründeten Exekutivrat ist al-Essawi gemeinsam mit Mahmud Dschibril für das Ressort Außenpolitik zuständig.
Ali al-Essawi ist verheiratet und hat mehrere Kinder.